# Друштвено-политичко веће
Друштвено-политичко веће је било један од пет домова Савезне скупштине СФРЈ од 1968. до 1974. као веће делегата грађана у општинама. Постојало је и у социјалистичким републикама.

## Састав
Друштвено-политичко веће је имало 120 посланика. Посланици су се бирали у складу са нормом да се један посланик бирао на исти број становника. Посланике за Друштвено-политичко веће су бирали грађани непосредно. Право да буде биран за посланика имао је сваки грађанин који је имао бирачко право.

## Надлежности
Послове из надлежности Савезне скупштине СФРЈ вршила су равноправно надлежна већа или Веће народа и надлежно веће радних заједница. Друштвено-политичко веће, у оквиру свог делокруга, самостално је претресало и заузимало ставове о питањима у вези са извршавањем савезних закона и других аката Савезне скупштине и остала питања од заједничког интереса за грађане у општинама и другим самоуправним заједницама, ради усклађивања самоуправних односа и развијања њихове међусобне сарадње. Друштвено-политичко веће је имало право да о тим питањима даје препоруке општинама, самоуправним заједницама и државним органима.
Веће народа и Друштвено-политичко веће равноправно су: претресали питања из области слобода, права и дужности човека и грађанина у политичком систему, спољне политике, народне одбране, државне безбедности, унутрашње политике, система друштвеног самоуправљања, права и дужности општина и других друштвено-политичких заједница и друга питања друштвено-политичког система, питања из области друштвене својине, земљишних и других имовинско-правних односа, система финансирања друштвено-политичких заједница, комуналне и урбанистичке делатности и стамбених односа, као и питања из других области уколико нису спадала у равноправни делокруг других већа или у самостални делокруг којег другог већа; доносили законе и друге акте и ратификовали међународне уговоре у тим областима; доносили савезни буџет и савезни завршни рачун; бирали, именовали и разрешавали председнике и чланове колегијалних органа, савезне функционере и чланове органа управљања организације које је бирала односно именовала Савезна скупштина, осим функционера за које је Уставом или актом Савезне скупштине било одређено да их бирају сва или поједина већа, и остваривали права Савезне скупштине у погледу њихове одговорности Савезној скупштини; вршили и друге послове из надлежности Савезне скупштине који нису били у равноправном делокругу Већа народа и већа радних заједница или у самосталном делокругу којег другог већа.